# Jeffery (mixtape)
Jeffery (stilizzato in JEFFERY e originariamente intitolato No, My Name is Jeffery) è un mixtape del rapper statunitense Young Thug, pubblicato nel 2016 dalla 300 Entertainment e dalla Atlantic Records. Collaborano al disco anche Gucci Mane, Travis Scott, i membri dei Migos Quavo e Offset e Wyclef Jean.
Universalmente acclamato dalla critica, il mixtape debutta all'ottavo posto nella Billboard 200. La copertina, che presenta Young Thug vestito da donna, è diventata un fenomeno virale. Secondo diverse pubblicazioni di settore, tra cui Pitchfork, Rolling Stone, Spin, PopMatters e XXL, l'album è uno dei migliori dell'anno.

## Ricezione
| Recensione          | Giudizio |
| ------------------- | -------- |
| AllMusic            | [ 1 ]    |
| HipHopDX            | [ 9 ]    |
| Exclaim!            | [ 10 ]   |
| The Guardian        | [ 11 ]   |
| NOW                 | [ 12 ]   |
| Pitchfork           | [ 13 ]   |
| PopMatters          | [ 14 ]   |
| Pretty Much Amazing | B+       |
| Rolling Stone       | [ 16 ]   |
| Vice                | A–       |

Jeffery ottiene il plauso universale da parte della critica. Su Metacritic, ottiene un punteggio di 82/100 basato su 11 recensioni. L'autore musicale Neil Z. Yeung per Allmusic ha definito il mixtape «emozionante ed essenziale, una delle migliori pubblicazioni rap del 2016», aggiungendo che «qui c'è abbastanza freschezza da renderlo la sua pubblicazione più emozionante e commerciale fino ad oggi.» Fa eco Daniel Broomfield di Pretty Much Amazing: è «un album rap di una major più soddisfacente rispetto a quanto abbiano mai fatto i rapper cresciuti a suon di mixtape». Il lavoro è apprezzato anche da PopMatters e Rolling Stone.
Meaghan Garvey per MTV News, scrive che «Jeffrey, così come ATLiens 20 anni prima, ha quell'inqualificabile, assoluto sentimento di arrivo», descrivendo il mixtape come «irrefrenabile». Sheldon Pearce di Pitchfork descrive l'album come «squillante e sbalorditivo, una nuova curva emozionante nell'affascinante arco di Young Thug», affermando che «Thug comprende la moderna costruzione di una canzone pop meglio di chiunque altro: qualunque cosa può essere un gancio.» Secondo Robert Christgau per Vice, Young Thug «fa una commedia nera dal suono inarrestabile».
L'album finisce in diverse liste dei critici dei migliori album del 2016: PopMatters, Consequence ed Entertainment Weekly lo inseriscono tra i migliori sessanta album dell'anno, The Guardian e Pitchfork tra i migliori trenta, Fact, Spin e Complex tra i migliori venti e Rolling Stone al decimo posto tra le migliori pubblicazioni dell'anno.

## Tracce
1. Wyclef Jean – 3:56 (testo: Jeffery Williams, Jonathan Demario Priester, Larry Griffin, Jr., Christopher Thornton, Diondria Thornton – musica: TM88, Supah Mario)
2. Floyd Mayweather (feat. Travis Scott, Gucci Mane & Gunna) – 6:01 (testo: Williams, Wesley Glass, Bryan Lamar Simmons, Eduardo Burgess, Jonathan De La Rosa, Devante Wilkes, Sergio Kitchens, Radric Davis – musica: Jeffery, Wheezy, TM88, Billboard Hitmakers, Goose)
3. Swizz Beatz – 3:16 (testo: Williams, Glass – musica: Wheezy)
4. Future Swag – 2:45 (testo: Williams, Simmons – musica: TM88)
5. RiRi – 4:04 (testo: Williams, Burgess, De La Rosa – musica: Billboard Hitmakers)
6. Guwop (feat. Quavo, Offset & Young Scooter) – 5:15 (testo: Williams, Glass, Josh Cross, Simmons, Quavious Marshall, Kiari Cephus, Kenneth Bailey – musica: Wheezy, Cassius Jay, TM88)
7. Harambe – 3:10 (testo: Williams, Burgess, De La Rosa – musica: Billboard Hitmakers)
8. Webbie (feat. Duke) – 3:55 (testo: Williams, Burgess, De La Rosa, Martinez Arnold – musica: Billboard Hitmakers)
9. Kanye West (feat. Wyclef Jean) – 5:41 (testo: Williams, Glass, Wyclef Jean – musica: Wheezy, Cassius Jay)

Traccia bonus
1. Pick Up the Phone (feat. Quavo with Travis Scott) – 4:12 (testo: Williams, Mike Dean, Adam Feeney, Brittany Hazzard, Anderson Hernandez, Marshall, Allen Ritter, Jacques Webster – musica: Ritter, Vinylz, Frank Dukes, Maneesh Bidaye, Mick Schultz, Dean)

## Classifiche
| Classifica (2016)         | Posizione massima |
| ------------------------- | ----------------- |
| Belgio (Fiandre)          | 191               |
| Belgio (Vallonia)         | 77                |
| Canada                    | 19                |
| Francia                   | 131               |
| Paesi Bassi               | 54                |
| Regno Unito               | 149               |
| UK R&B                    | 23                |
| Stati Uniti               | 8                 |
| US Digital Albums         | 6                 |
| US Top Rap Albums         | 3                 |
| US Top R&B/Hip-Hop Albums | 5                 |